# Gaio-de-peito-preto
Gaio-de-peito-preto (nome científico: Cyanocorax affinis) é uma espécie de ave da família dos corvídeos (Corvidae).
Pode ser encontrada nos seguintes países: Colômbia, Costa Rica, Panamá e Venezuela.
Os seus habitats naturais são: florestas secas tropicais ou subtropicais, florestas subtropicais ou tropicais húmidas de baixa altitude e florestas secundárias altamente degradadas.